# Узагальнена дисперсія
У багатовимірній статистиці узага́льнена диспе́рсія (англ. generalized variance), на додачу до загальної дисперсії, є одним з ключових показників загального розсіювання багатовимірного набору даних (з {\displaystyle p} змінними {\displaystyle X_{j}}). При порівнянні узагальнених дисперсій двох різних загальних сукупностей можливо, що одна сукупність має більшу узагальнену дисперсію, ніж інша, але все ж меншу загальну дисперсію.
Узагальнену дисперсію визначають через визначник коваріаційної матриці. Поняття узагальненої дисперсії запровадив Семюел Стенлі Уілкс.

## Визначення
Для коваріаційної матриці {\displaystyle \mathbf {\Sigma } } загальної сукупності узагальнену дисперсію визначають як її визначник, тобто,
{\displaystyle {\text{узагальнена дисперсія}}={\begin{vmatrix}\mathbf {\Sigma } \end{vmatrix}}} .
І навпаки, ви́біркову узагальнену дисперсію визначають як {\displaystyle {\begin{vmatrix}\mathbf {S} \end{vmatrix}}}. В цьому випадку {\displaystyle \mathbf {S} } подає ви́́біркову коваріаційну матрицю.

## Геометрична інтерпретація
Ви́біркова узагальнена дисперсія має геометричну інтерпретацію. Розширення еліпса на понад два виміри називають гіпереліпсоїдом. p-вимірний гіпереліпсоїд {\displaystyle \left(\mathbf {y} -{\overline {\mathbf {y} }}\right)^{\top }\mathbf {S} ^{-1}\left(\mathbf {y} -{\overline {\mathbf {y} }}\right)=a^{2}} з центром в {\displaystyle {\overline {\mathbf {y} }}} та на основі {\displaystyle \mathbf {S} ^{-1}} для стандартизації відстані до центру містить підмножину спостережень {\displaystyle \mathbf {y} _{1},\mathbf {y} _{2},\ldots ,\mathbf {y} _{n}} вибірки. Еліпсоїд {\displaystyle \left(\mathbf {y} -{\overline {\mathbf {y} }}\right)^{\top }\mathbf {S} ^{-1}\left(\mathbf {y} -{\overline {\mathbf {y} }}\right)=a^{2}} має осі, пропорційні квадратним кореням з власних значень ви́біркової коваріаційної матриці. Можливо показати, що об'єм цього еліпсоїда пропорційний {\displaystyle {\begin{vmatrix}\mathbf {S} \end{vmatrix}}^{-1/2}}.